# Dilophotriche tristachyoides
Dilophotriche tristachyoides är en gräsart som först beskrevs av Carl Bernhard von Trinius, och fick sitt nu gällande namn av Jacq.-fél. Dilophotriche tristachyoides ingår i släktet Dilophotriche och familjen gräs. Inga underarter finns listade i Catalogue of Life.